# محفل (باكستان)

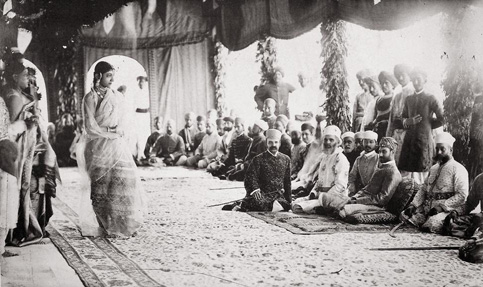
محلة المشارقة في حيدر آباد، بحضور رجال الحاشية

مَحْفِل (بالأردية : محفل)، والمعروف أيضًا باسم بازم (بالأردية: بزم) هو مكان رسمي حيث تُقام الأنشطة الترفيهية الداخلية مثل الشعر [الإنجليزية] (المشاعرة [الإنجليزية]) والغناء والموسيقى والرقص في أجزاء من شبه القارة الهندية. وهي جزء من ثقافة جانجا جاموني تهذيب [الإنجليزية].
تاريخيًا، كانت المحافل تُعرض في منازل أو قصور أفراد العائلة المالكة أو النبلاء المسلمين، الذين كانوا بمثابة رعاة لهؤلاء الفنانين. كما تشكل المحفلات جزءًا لا يتجزأ من مجتمع حيدر آباد المسلم، وتستخدم كوسيلة للوحدة فيما بينهم في جميع أنحاء العالم.
تقام هذه الحفلات عادة في منازل محبي الموسيقى أو محبي تجمعات إلقاء الشعر. الغزليات هي نوع شائع يتم تقديمه في الحفلات . تسمى تجمعات تلاوة الغزال "محافل المشاعرة" في اللغة الأردية .

## طالع أيضًا
- الشعر الإسلامي
- الشعر الأردي [الإنجليزية]
- موسم
- تويزا

## روابط خارجية
- باهنجي محفل
- الموقع الرسمي لـ محفل
- مقالة عن الموسيقى الكلاسيكية، صفحة تصف الميهفيل ، المؤلف: ديبيكا سينغ، نُشرت في 8 مايو 2000، تم استرجاعها في 10 يناير 2017